# Frank Furedi
Frank Furedi, eredetileg Füredi Ferenc (Budapest, 1947. május 3. –) magyar szociológus, közéleti kommentátor és szakértő. Korábban a kenti egyetem szociológia professzora volt Canterburyben. Jól ismert több szociológiai témájú könyvéről az alábbi témákban: a félelem szociológiája, oktatás, terápia kultúrája, szülőség.

## Politikai nézetei és publikációi
Az 1990-es években aktívan részt vett humanista mozgalmakban, melyek elsősorban a szólásszabadságért szálltak síkra. Furedi tudományos munkája kezdetben az imperializmus és emberfajták viszonyait vizsgálta. A témáról szóló könyvei többek között a The Mau-Mau War in Perspective (A Mau-Mau felkelés értékelése), The New Ideology of Imperialism (Az imperializmus új ideológiája) és a The Silent War: Imperialism and the Changing Perception of Race (a Csendes Háború avagy az imperializmus és a faj változó felfogása). Az utóbbi években a kutatómunkája a kockázat és alacsony elvárások szociológiája felé tolódott el. Ebben a témában több könyvet is írt, nemrég a Wasted: Why Education Isn't Educating (Eltékozolva: Az oktatásügy miért nem oktat) (Continuum 2009), illetve az Invitation to Terror: The Expanding Empire of the Unknown (Meghívás a terrorba: az ismeretlen növekvő birodalma) (Continuum 2007), a terrorizmus hatásának elemzése a szeptember 11-i terrortámadás után. Legutóbbi kiadványai, az On Tolerance: A Defence of Moral Independence (A Toleranciáról: A morális függetlenség védelme) (Continuum 2011) és az Authority: A Sociological Introduction (Tekintély – Szociológiai bevezetés) (Cambridge University Press) a tekintély / hatalom és a szabadság összefonódását vizsgálja. Kutatások szerint ő a legszélesebb körben idézett szociológus az angliai sajtóban.[forrás?]

## Gyermekkora és tanulmányai
Furedi családja Kanadába emigrált Magyarországról az 1956-os forradalom leverését követően, és alapképzéses diplomáját a McGill University-n szerezte Montrealban. 1969 óta Nagy Britanniában él és mesterszakos diplomáját (afrikai politikából) itt szerezte meg, akárcsak PhD fokozatát (a Mau Mau felkelésről Kenyában) a londoni egyetem School of Oriental and African Studies szakán.

## Családja
Faversham-ben él és Ann Füredi férje, aki a British Pregnancy Advisory Service (Brit Terhesség Tanácsadó Szolgálat) vezérigazgatója, ami az Egyesült Királyság legnagyobb független abortusz szolgáltatója. Frank Furedi a brit Humanist Association támogatója.

## Revolutionary Communist Group
Frank Richards álnéven a Revolutionary Communist Group vezető tagja volt, majd a RCG-ből való kizárása után a Revolutionary Communist Tendency alapítója és elnöke, mely később Revolutionary Communist Party (RCP) néven vált ismertté.
Furedi a Spiked Online internetes folyóirattal van kapcsolatba hozva. Meglátása szerint a társadalom és egyetemek politikailag végrehajtott „butításon” mennek keresztül, ami abban nyilvánul meg, hogy a társadalom növekvő mértékben képtelennek bizonyul értelmezni és felbecsülni a kockázatot. A környezeti és zöld mozgalmak előretörése párhuzamosan zajlik a társadalom kockázattal kapcsolatos rögeszméjének növekedésével. Furedi szintén támadja a globális felmelegedéssel kapcsolatos tudományos konszenzust és kritizálta a tudomány politika formálásában játszott kiemelkedő szerepét. Mint humanista oktató, kritikusan szemléli azt a kísérletet, mely az iskolázást technokrata és eszközszemléletű politikai döntéshozatalnak teszi ki.

## Magyarországi szereplése
Frank Furedi 2014. november 13-án részt vett a Terror Háza Múzeum A kultúrák összecsapása címmel rendezett konferenciáján mint vendégelőadó. Előadását Az első világháborútól a kulturális háborúkig címmel hallgathatták az érdeklődők.

## Magyarul megjelent művei
- A célkeresztben: Magyarország; ford. Soproni András; Közép- és Kelet-európai Történelem és Társadalom Kutatásáért Közalapítvány, Bp., 2017
- Célkeresztben a határok; ford. Betlen János; Közép- és Kelet-európai Történelem és Társadalom Kutatásáért Közalapítvány, Bp., 2021
- Útban Ukrajna felé. A nyugat irányvesztése; ford. Forgács Ildikó; MCC Press, Bp., 2024